# Tren Ligero de Río de Janeiro
El VLT Carioca es una línea de trenes ligeros de la ciudad de Río de Janeiro, Brasil.  Su nombre oficial es el acrónimo de la expresión portuguesa Veículo Leve sobre Trilhos (en español, "tren ligero"). El sistema recorre el centro y el Puerto de la ciudad, conetando todas las demás redes de transporte público - metro, trenes, BRT, omnibuses, ferries y teleférico — además del aeropuerto, la rodoviaria y el terminal de cruceros.
La construcción del VLT Carioca fue parte de un antiguo proyecto de revitalización de la zona central de la ciudad que tomó actualidad cuando la ciudad fue elegida como sede de los Juegos Olímpicos del 2016. El proyecto sustituyó al Elevado da Perimetral, una antigua vía expressa que cercaba la zona, por la Orla Conde, un boulevard a la orilla de la bahía de Guanabara rodeado por atracciones culturales y turísticas que tienen al VLT como el principal medio de transporte.
Compuesta por cuatro líneas y 30 paradas, inauguradas en 2016, 2017, 2019 y 2024. El recorrido comercial del VLT Carioca está totalmente libre de catenarias. La flota está compuesta por 32 trenes Alstom Citadis, con 44 metros de longitud y capacidad para 420 pasajeros.

## Historia

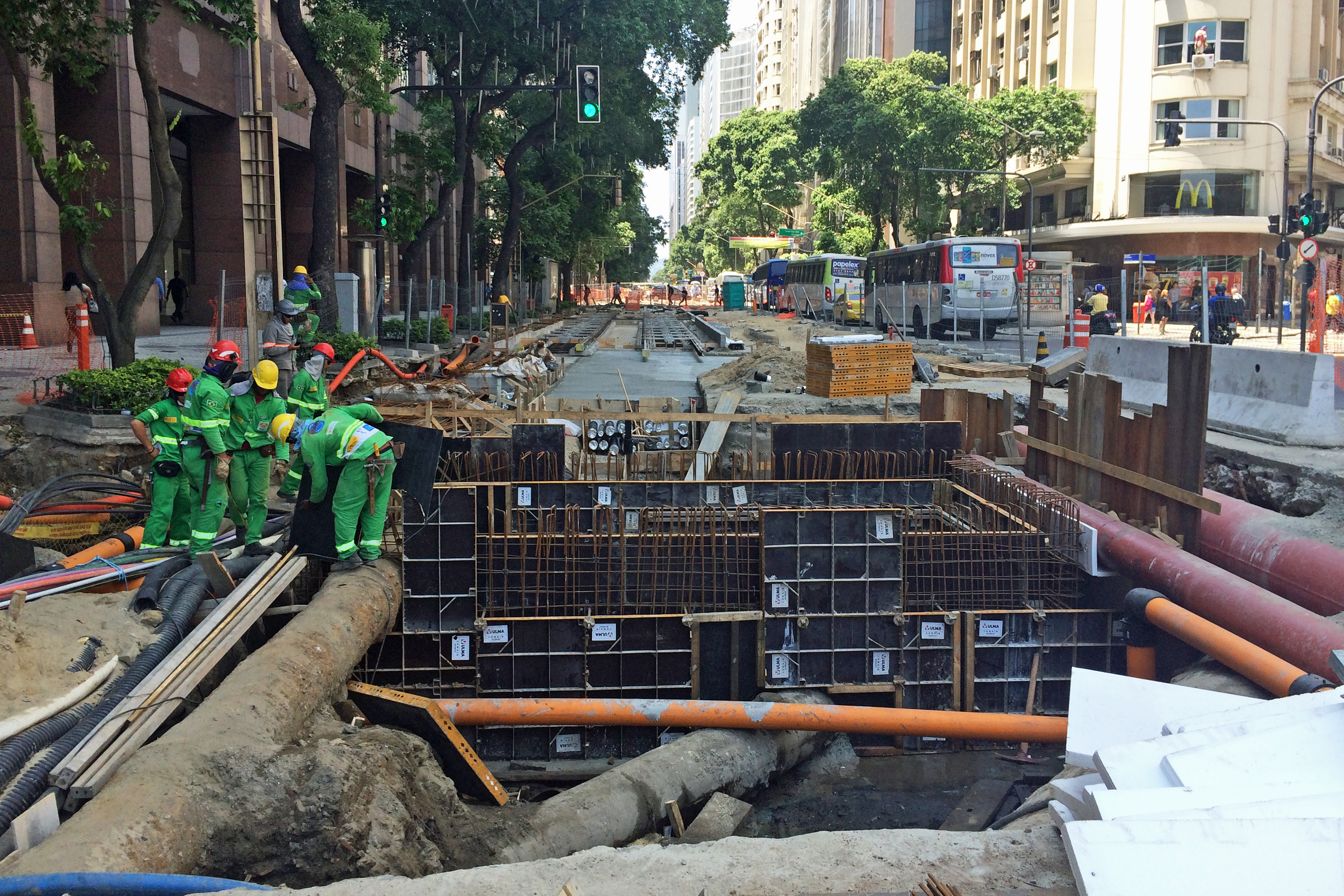
Obras de la Línea 1 en la Avenida Rio Branco en noviembre de 2015. La construcción del VLT Carioca comenzó en septiembre de 2014.

En julio de 2012, el Municipio de Río de Janeiro inició el proceso de apertura de la licitación del proyecto VLT Carioca a través de una consulta pública con el fin de permitir la calificación de las empresas interesadas en el proyecto. La licitación se llevó a cabo el 30 de abril de 2013 y fue ganada por un consorcio formado por Invepar, Odebrecht TransPort (ahora Novonor), CCR, RioPar, Benito Roggio Transporte y RATP.
El coste de implantación del nuevo medio de transporte se estimó en 1,157 millones de reales, de los cuales 525 fueron financiados con fondos federales del Programa de Aceleración del Crecimiento (PAC) de Movilidad, y 632 millones fueron posibles gracias a una asociación público-privada (APP). 
Algunas obras necesarias para la implantación del VLT Carioca ya habían sido iniciadas en 2012 por la concesionaria de la región portuaria, como la reapertura del Túnel da Marítima - un túnel construido en la época imperial para el tránsito de trenes entre el puerto y la Estación Central - y la construcción del Túnel Nina Rabha, así como la demolición del Elevado da Perimetral y las obras de revitalización de la región.

### Construcción

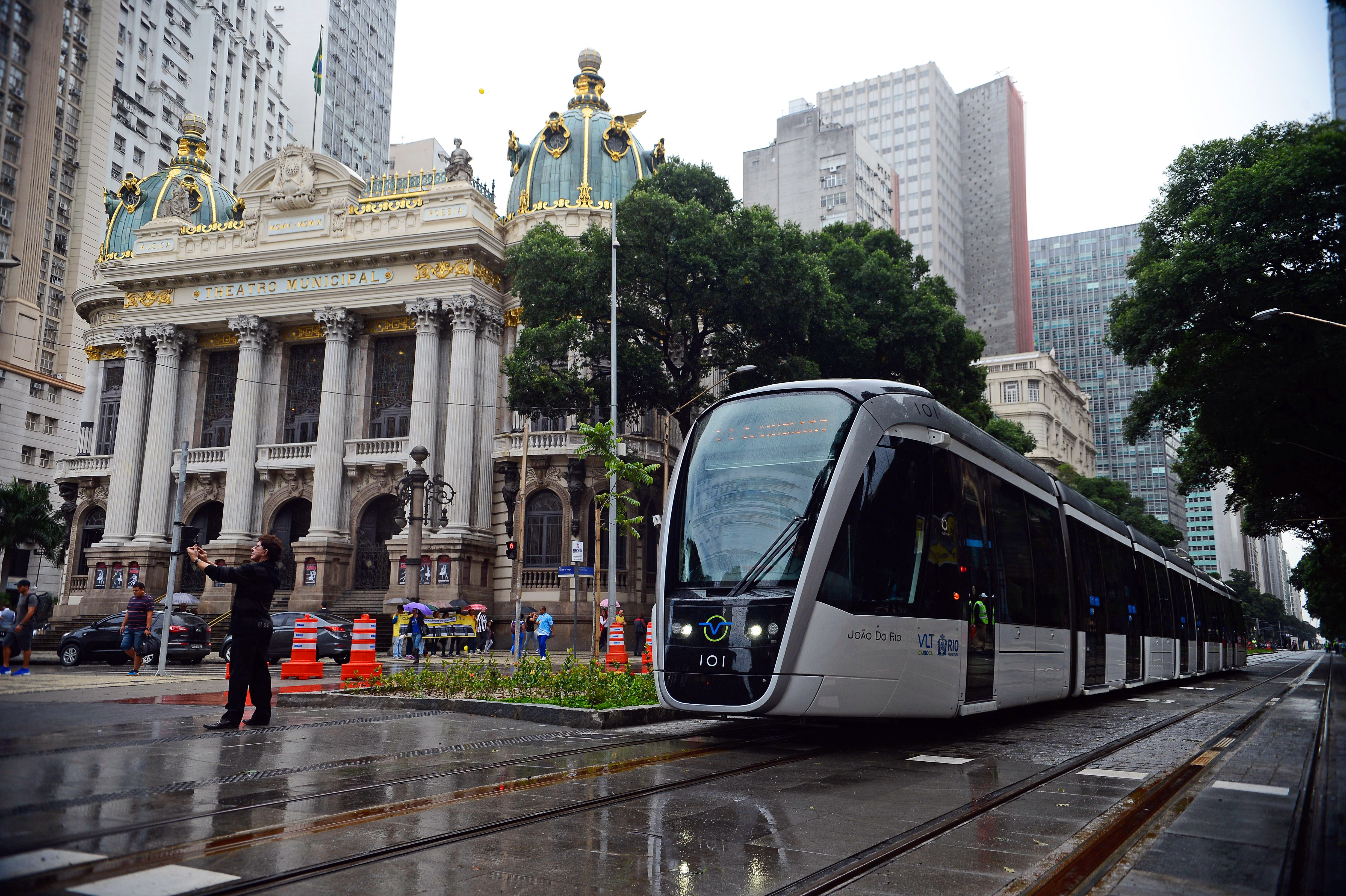
Viaje inaugural del VLT Carioca, en junio de 2016, pasando junto al Teatro Municipal.

La construcción del VLT Carioca comenzó en septiembre de 2014. Las obras comenzaron en el barrio de Santo Cristo, donde las vías son compartidas por las líneas 1 y 2, y en abril de 2015 se habían extendido a toda la longitud de las dos líneas. Las obras se realizaron en paralelo a otras grandes transformaciones en la zona, como la apertura de la Orla Conde tras la demolición del Elevado da Perimetral, la construcción de 8,2 kilómetros de túneles viarios, la conversión de un tramo de la avenida Rio Branco en un paseo público y la construcción del Museo del Mañana.
Las pruebas de funcionamiento de la Línea 1 comenzaron en octubre de 2015, desde Rodoviária hasta Plaza Mauá. A finales de febrero de 2016, se realizó la primera prueba a lo largo de la avenida Rio Branco, con el VLT circulando desde Rodoviária hasta Cinelândia. Las pruebas de circulación de la Línea 2 comenzaron en el segundo semestre de 2016.
La inauguración de la VLT Carioca tuvo lugar el 5 de junio de 2016. A lo largo de los 18 meses siguientes, hubo seis etapas de inauguración hasta que las dos primeras líneas estuvieron plenamente operativas. El 26 de octubre de 2019 se inauguró la línea 3

### Expansión
El proyecto básico de la VLT Carioca ya preveía trazados para dos futuras expansiones: una en dirección sur, pasando por Lapa y llegando a Marina da Glória, y otra en dirección oeste, pasando por Cidade Nova hasta el barrio de São Cristóvão.  No hay previsión ni confirmación sobre la ejecución de este plan. También se ha especulado con una línea que una el centro de la ciudad a Gávea, en la Zona Sur, pasando por Glória, Catete, Flamengo, Botafogo, Humaitá y Jardim Botânico.
El 7 de abril de 2021, el Municipio de Río confirmó la ampliación del sistema después de la estación de Rodoviária, con la construcción de una nueva estación que se integrará con la terminal BRT Transbrasil, en el lugar que antes ocupaba el Gasómetro de San Cristóbal.
En abril de 2022, el Municipio de Río anunció que el sitio del antiguo gasómetro comenzaría a recibir a los trabajadores que construirían la nueva Terminal Intermodal de Gentileza (TIG), llamada así en honor al Profeta Gentileza - predicador religioso que se hizo conocido por la frase "La mansedumbre engendra mansedumbre", la más famosa de otras varias que escribió en los pilares del elevado da Perimetral y en el mismo Viaducto del Gasómetro.
En julio de 2022, el Municipio de Río de Janeiro anunció la conversión de las líneas de BRT al sistema VLT, ampliando así considerablemente el sistema hacia la zona sur de la ciudad.
En abril del 2024, se inauguró la Línea 4 del VLT.

## Líneas
La VLT Carioca tiene cuatro líneas en funcionamiento.

### Línea 1
La Línea 1 va desde el Aeropuerto Santos Dumont hasta la zona de la Rodoviária Novo Rio, Cubre, entre otras vías, toda la Avenida Rio Branco, parte de la Orla Conde y el Binário do Porto, en un recorrido de 6,4 kilómetros. Cuenta con 20 paradas, con acceso a las líneas 1 y 2 de metro, al Teleférico de Providência y a la Terminal Intermodal Gentileza, así como al aeropuerto, a la estación de autobuses y a la terminal de cruceros del Pier Mauá.
Entre los puntos de referencia atravesados por la Línea 1 están el Aeropuerto Santos Dumont, el Museo de Arte Moderno de Río de Janeiro, Cinelândia, el Teatro Municipal, la Biblioteca Nacional, el Museo Nacional de Bellas Artes, el Largo da Carioca, la Iglesia de la Candelária, la Plaza Mauá, el Museo del Mañana, el Museo de Arte de Río, la Orla Conde, el AquaRio, la Praça da Harmonia, la Cidade do Samba y la Rodoviária Novo Rio.
Fue la primera línea VLT Carioca en ser inaugurada, el 5 de junio de 2016. Su último tramo, con 1,3 kilómetros y dos paradas, se entregó un año después, el 4 de junio de 2017. El proyecto original se completó el 2 de diciembre de 2017, con la apertura de la parada Praia Formosa..
Se cruza con la Línea 2 en la parada Sete de Setembro/Colombo, y comparte vías y siete paradas con esta en el extremo oeste de las líneas, en el barrio Santo Cristo.

### Línea 2
La Línea 2 va desde Praça XV hasta la zona de Rodoviária Novo Rio, recorriendo, entre otras, la rúa Sete de Setembro, la Praça da República, rúa Senador Pompeu, el Túnel da Marítima y la Binária del Puerto, en un recorrido de 5,2 kilómetros que atraviesa el centro de la ciudad perpendicularmente a la línea 1. Tiene 12 paradas, con acceso a la terminal de ferries de la Plaza XV, a las líneas 1 y 2 del metro, a cinco ramales de los trenes SuperVia, al teleférico de Providência y a las terminales de autobuses Procópio Ferreira, Américo Fontenelle y Padre Henrique Otte, así como a la estación de autobuses.
Entre los puntos de referencia que atraviesa la Línea 2 se encuentran la Praça XV, la Orla Conde, el Paço Imperial, el Arco do Teles, la Iglesia de Nossa Senhora do Carmo da Antiga Sé, el Palacio Tiradentes, la Confeitaria Colombo, el Real Gabinete Português de Leitura, el Teatro João Caetano, la Praça Tiradentes, la Facultad Presbiteriana Mackenzie Rio, el Centro de Integración Empresa-Escuela (CIEE), la SAARA, el Campo de Santana, el Palacio Duque de Caxias, la Central do Brasil, la Cidade do Samba y la Rodoviária Novo Rio.
La línea comenzó a funcionar el 6 de febrero de 2017, en un tramo con cuatro paradas entre Praça XV y Saara. El 21 de octubre del mismo año, se inauguró el tramo entre Saara y Rodoviária. El proyecto original se completó el 2 de diciembre de 2017, con la apertura de la parada de Praia Formosa.
Se cruza con la Línea 1 en la parada Sete de Setembro/Colombo, y comparte vías y siete paradas con ella en el extremo oeste de las líneas, en el barrio de Santo Cristo.

### Línea 3

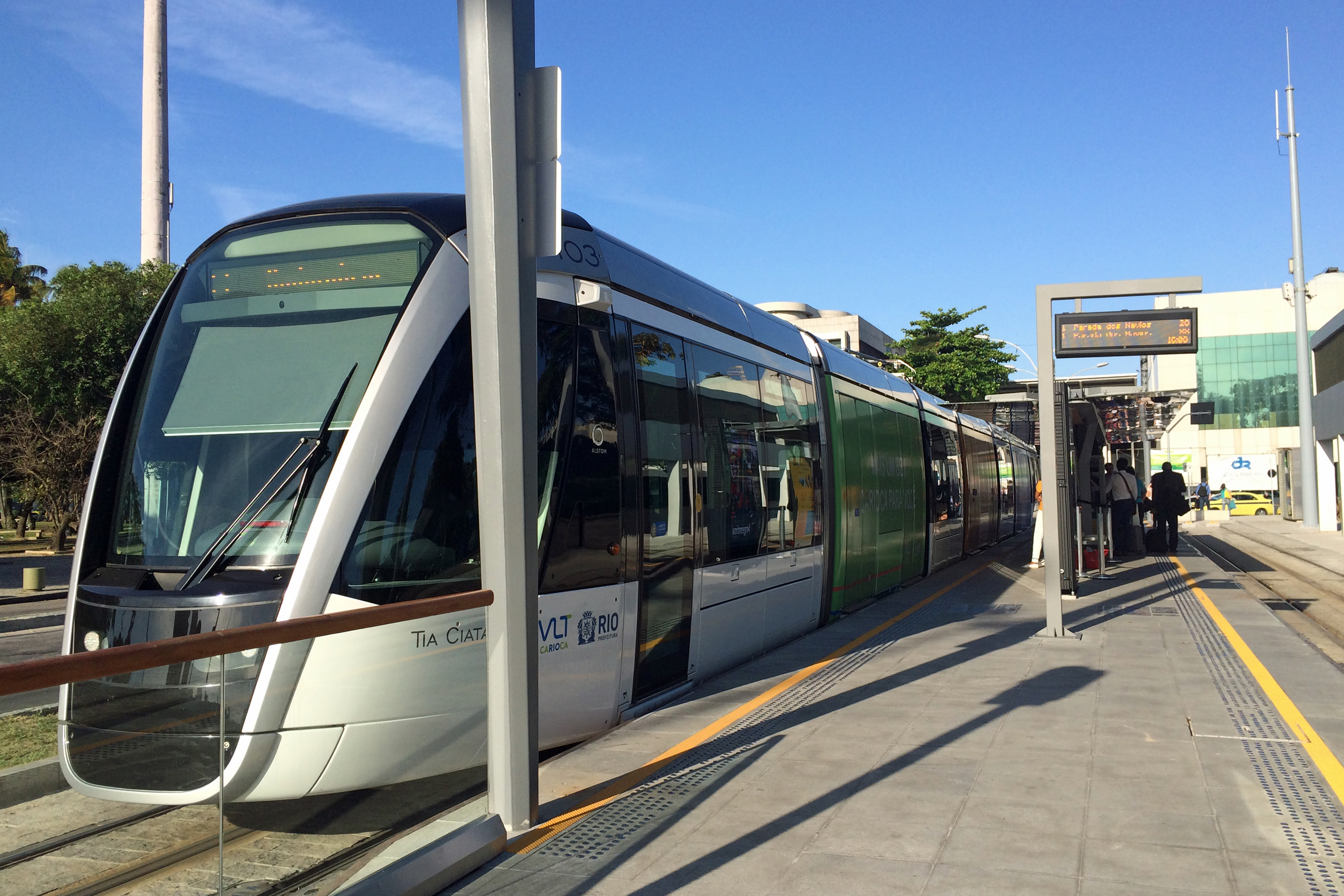
VLT en la estación Santos Dumont

La Línea 3 va desde el Aeropuerto Santos Dumont hasta la Central do Brasil, recorriendo parte de la Avenida Rio Branco y la Avenida Marechal Floriano, en un trayecto de cuatro kilómetros. Más de la mitad de la longitud de la Línea 3 es compartida con la Línea 1. Tiene 10 paradas, seis de ellas compartidas con la Línea 1 y dos con la Línea 2.
Entre los puntos de referencia atravesados por la Línea 1 están el Aeropuerto Santos Dumont, el Museo de Arte Moderno de Río de Janeiro, Cinelândia, el Teatro Municipal, la Biblioteca Nacional, el Museo Nacional de Bellas Artes, el Largo da Carioca, la Iglesia de la Candelaria, la Igreja de Santa Rita de Cássia, el campus Centro del Colégio Pedro II, el Centro Cultural Luz, el Palacio de Itamaraty, el Palacio Duque de Caxias y la Central do Brasil.
Además de ofrecer un enlace directo desde la Avenida Rio Branco hasta la Central do Brasil sin necesidad de transbordo, la Línea 3 refuerza la oferta de trenes en el tramo más exigente del sistema. La construcción del tramo de dos paradas de la línea, más una nueva parada en un tramo compartido con la Línea 2, comenzó en enero de 2018 y finalizó en diciembre de ese mismo año.
El tramo entró en pruebas a finales de noviembre de 2018, pero problemas entre el Municipio de Río de Janeiro y la concesionaria que explota el VLT no permitieron que la línea entrara realmente en funcionamiento, la previsión era febrero de 2019.  En un decreto firmado por el alcalde Marcelo Crivella, la nueva fecha de inicio se fijó para el 26 de octubre de 2019. La inauguración de la nueva línea, el 26 de octubre de 2019, contó con la presencia del alcalde. 

### Línea 4
La Línea 4 fue inaugurada el 1 de abril de 2024 y conecta la Terminal Intermodal Gentileza (TIG) con la Praça XV. Para ello, comparte el trazado de la línea 1 (TIG-Santos Dumont) hasta la Parada Rodoviária y de la línea 2 (Rodoviária → Praça XV) hasta Praça XV. Lo mismo ocurrirá en sentido contrario (Praça XV-TIG).

### Propuestas de ampliación
En diciembre de 2023, el Banco Nacional de Desarrollo Económico y Social (BNDES) presentó a la Municipalidad de Río de Janeiro la conclusión de un estudio para la revitalización de la región central de la ciudad, incluyendo la propuesta de extensión del VLT Carioca desde la Rodoviária Novo Rio hasta la Praça XV, pasando por el barrio de Lapa y conectando con la estación Central de Brasil. Esta prolongación partiría de la parada Praia Formosa, siguiendo por la rúa General Luís Mendes de Moraes, pasando paralela a la Avenida Francisco Bicalho, cruzando la Avenida Presidente Vargas, siguiendo por la rúa Beatriz Larragoiti Lucas, rúa Madre Tereza de Calcutá, rúa Dom Marcos Barbosa, rúa Júlio do Carmo (con integración con la estación de metro Praça Onze y cruzando el Sambódromo del Marqués de Sapucaí), rúa Professor Clementino Fraga, rúa Professor Sylvio Vianna Freire, llegando a la rúa General Caldwell, donde se bifurcaría. Por un lado, hacia Central, atravesando la Avenida Presidente Vargas y pasando por la Plaza Procópio Ferreira hasta conectar con la línea existente en la Avenida Marechal Floriano. Por otro lado, en dirección a Lapa, siguiendo por la rúa General Caldwell, rúa Tenente Possolo, rúa Conselheiro Josino, rúa Washington Luiz, rúa Ubaldino do Amaral, rúa do Rezende, rúa dos Arcos (pasando por debajo de los Arcos da Lapa), rúa Evaristo da Veiga, rúa Araújo Porto Alegre, cruzando la Avenida Presidente Antônio Carlos y pasando por detrás de la Santa Casa da Misericórdia, hasta llegar a la Praça do Expedicionário, atravesándola hasta la Plaza Marechal Âncora, hasta encontrarse con la Línea 2 en la Praça XV. Además, el mismo estudio proponía prolongar la línea desde la estación Santos Dumont hasta la Marina da Glória, pasando por el acceso a la Terminal de Embarque del Aeropuerto Santos Dumont, cortando por el aparcamiento del aeropuerto, siguiendo por la rúa Jardel Jércolis, pasando por detrás del Museo de Arte Moderno de Río de Janeiro (MAM), entrando en la Plaza Pistoia, pasando por detrás del Monumento aos Pracinhas, por la Plaza Deodoro hasta llegar al punto final en Marina da Glória. Ninguna de estas propuestas ha sido mejor desarrollada por los proponentes y necesitan más estudio.